# Konferenz von Cannes
Die Konferenz von Cannes fand vom 6. bis 13. Januar 1922 zwischen Vertretern der Siegermächte des Ersten Weltkrieges und Deutschland statt. Es ging um Reparationsfragen. Beschlossen wurde die Einberufung der Weltwirtschaftskonferenz von Genua.
Die deutsche Reichsregierung, die sich nicht in der Lage sah, die vorgesehenen Reparationsleistungen in Höhe von zwei Milliarden Goldmark pro Jahr zu leisten, drängte die Siegermächte zu Verhandlungen, um einen Zahlungsaufschub zu erreichen. Der britische Premierminister David Lloyd George und der französische Premier Aristide Briand beriefen im Namen des obersten Rates der Alliierten das Treffen ein. Der Vertreter Deutschland war Walther Rathenau, der zu dieser Zeit noch nicht offiziell Außenminister war. Rathenau begründete das deutsche Ersuchen mit dem Hinweis auf das hohe deutsche Defizit. Verständnis dafür fand er vor allem bei Lloyd George. Rathenau erreichte den Aufschub der Zahlungen. Gleichwohl musste Deutschland ab dem 18. Januar 1922 alle zehn Tage 31 Millionen Mark überweisen. 
Lloyd George schlug auf der Konferenz ein umfassendes auch die französischen Sicherheitsinteressen berücksichtigendes politisches Abkommen für Europa vor. Zu einer Einigung kam es nicht, da in Frankreich Briand durch den unnachgiebigen Raymond Poincaré abgelöst wurde. Beschlossen wurde indes die Einberufung einer Weltwirtschaftskonferenz in Genua.